# Полоцькі мученики

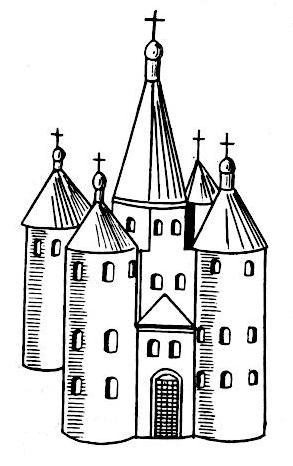
Софія Полоцька на рисунку С. Полоховецького з 1579 року

Полоцькі мученики — четверо ієромонахів-василіян, вбитих московськими вояками й царем Петром І у 1705 році в катедральному храмі святої Софії в Полоцьку. Серед греко-католиків Білорусі існує культ почитання їх як мучеників за віру, однак вони не проголошенні святими офіційно.

## Історія

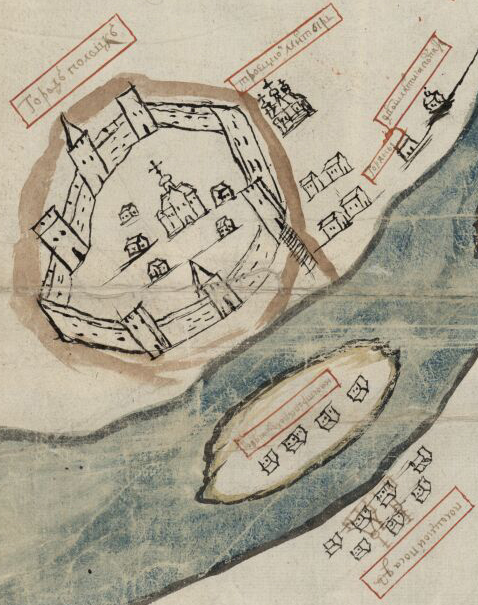
Полоцьк. Верхній замок. У центрі Софійський собор. План 1701 року

Подія трапилася 11 липня 1705 року в період Великої Північної війни 1700–1721 років і була зафіксована у Вітебській хроніці:
|  | Цар приплив до Лукішок і на четвертий день відплив до Полоцька. Того ж року, в місяці липні 11 дня в церкві св. Софії сам вбив 4 василіян у Полоцьку і поставив у Полоцьку коменданта.... |

Історик ХІХ століття Францішек Генрик Духінський (1816—1893) видав у 1863 році в Парижі історичний документ, присвячений вбивству полоцьких василіян, під назвою «Історія про вбивство василіян в полоцькій церкві московським царем…, в 1705 році 30 дня червня старого стилю» (пол. Historia o pozabiianiu Bazilianów w połockiey cerkwi przez cara moskiewskiego, etc. w roku 1705tym dnia 30 junia starego)
Автор «Історії про вбивство василіян…» о. Антоній Завадський, тоді настоятель Тороканського монастиря, пізніший протоархимандрит Василіянського Чину, розповідає, що п'яний цар Петро І зі своїми вояками (і в супроводі графа Олександра Меншикова) увірвався до унійної катедри св. Софії в Полоцьку, де зберігалися мощі св. Йосафата Кунцевича. Петро І зажадав від настоятеля монастиря ключів від дарохранильниці (табернаклю), а коли той відмовив, власноручно його вбив. Чотирьох інших монахів наказав утопити у водах ріки Двіни. Цар насміхаючись з ікон Йосафата, пробував зневажити мощі святого, а потім наказав вирвати дверцята з дарохранильниці, розсипав по підлозі Святі Дари і потоптав.
Ця подія мала широкий розголос серед населення східних земель Речі Посполитої, а унійне духовенство в страху перед московською армією, що наближалася до Полоцька, було змушене втікати з міста.
Катедра св. Софії за наказом Петра І була замінена на склад амуніції і пороху. 1 травня 1710 року вибух боєприпасів призвів до цілковитої руйнації храму, руїни якого простояли аж до 1738 року, поки унійний полоцький архієпископ Флоріян Гребницький не розпочав відбудову святині.

### Біографічні відомості
Білоруський дослідник історії Михась Бовтович у 2000 році зібрав, проаналізував і опублікував окрім «Історії про вбивство василіян…» о. Завадського також інших 7 джерел про подію, що мала місце в Полоцьку. Згідно з цими відомостями, внаслідок «полоцької різанини» постраждали 11 василіян, з них четверо вбиті, а решта відсиділи 22 тижні у в'язниці або втекли.
Ось імена 4-х замучених василіян:
1. Отець Костянтин Заячківський, вікарій Полоцького монастиря. Згідно з деякими джерелами вбивство василіян розпочалося від нього. Вбитий біля головного вівтаря або біля вівтаря св. Йосафата. Цар Петро І забив його києм, повідтинав вуха, а після цього наказав його повісити. Але перед тим як повісити, його катували на острові, щоб дізнатися місце зберігання церковних коштовностей і мощей св. Йосафата. Після повішення тіло було кинуте в річку Двіну[2].
2. Отець Теофан Колбечинський, проповідник Полоцького василіянського монастиря. Син Івана і Катерини, народився бл. 1674 року на Литві. У 1698—1704 роках навчався в Папській єзуїтській колегії в Браунсбергу[3]. Напередодні подій передав свої обов'язки о. Климентію Рознятовському, а сам збирався на таку саму посаду до Вітебська або Вільна. Згідно з деякими джерелами вбивство василіян розпочате саме з нього. Цар збив його на землю і нацькував величезного чорного англійського пса, який закусав його мало-що не до смерті. Потім був повішений. Інші джерела подають, що був схоплений московськими офіцерами, коли спробував вийти з церкви, притягнутий до вівтаря св. Йосафата. Тут цар відсік йому голову або разом з Меншиковим прокололи його шпагами наскрізь. Після смерті тіло, мабуть, було спалене[2].
3. Отець Яків Книшевич, регент церковного хору. Жорстоко посічений офіцерами на другому боці церкви, у той час коли цар із Меншиковим катували о. Костянтина Заячківського. Через деякий час помер від ран. Після смерті тіло, мабуть, було спалене[2].
4. Отець Яків Кізіковський, вислужений настоятель Полоцького василіянського монастиря. Син Теодора і Пелагії, народився 19 серпня 1665 року на Волині. У 1691—1693 роках навчався в Папській Грецькій колегії св. Атанасія в Римі, де здобув ступінь доктора богослов'я[4]. Безпосередньо напередодні цієї події склав повноваження з посади настоятеля на руки о. Лаврентія Капарського, а сам збирався на посаду настоятеля Свято-Троїцького монастиря у Вільно. Різні джерела подають по-різному опис його смерті. Згідно з одними — схоплений московськими вояками біля монастирської брами, а де потім був закатований — невідомо; інші джерела повідомляють, що був забитий царем у своїй келії. «Могильовська хроніка» подає, що цар проколов його шпагою, коли входив до церкви. О десятій годині вечора вояки притягнули його до монастирського покою, де через півтори години помер. Після смерті тіло, мабуть, було спалене[2].

## Вшанування пам'яті

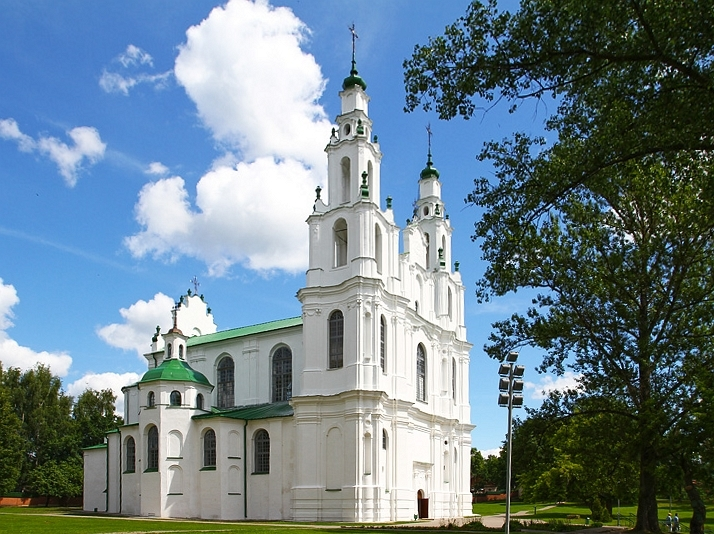
Софія Полоцька, сучасний стан

Від 1995 року щорічно в середині липня білоруські греко-католики проводять кількаденне паломництво з Вітебська до Полоцька, присвячене вшануванню пам'яті полоцьких мучеників.
У 2017 році 23-тє паломництво було присвячене 500-літтю Біблії Франциска Скорини, 380-й річниці відходу до вічності митрополита Київського Йосифа Велямина Рутського та 400-літтю заснування Василіянського Чину.

## Зауваги
1. ↑  Крім чотирьох ієромонахів — Костянтина Заячківського, Теофана Колбечинського, Якова Книшевича і Якова Кізіковського, деякі джерела подають п'ятого вбитого василіянина монаха Йосифа Анкудовича, однак білоруський дослідник Михась Бовтович, проаналізувавши різні джерела стверджує, що Йосиф Анкудович після численних ран, отриманих від москалів, вижив і залишив свої свідчення про цю подію.